# Tie Break
Tie Break — австрийский музыкальный коллектив, созданный для участия на конкурсе песни Евровидение 2004. В его состав входили Томми Пеграм (нем. Tommy Pegram), Штефан ди Бернардо (нем. Stefan di Bernardo) и Томас Энзенбраумер (нем. Thomas Elzenbaumer).
В 2004 году коллектив выступил на национальном австрийском отборе на конкурс «Евровидение» с песней «Du bist». Примечательно, что окончательный вариант композиции, записанный для выступления на Евровидении, длился более трёх минут, что противоречило правилам конкурса. Тем не менее, «Du bist» была исполнена группой на конкурсе, проходившем в Стамбуле, и в финале заняла двадцать первое место, получив всего 9 баллов.
Сингл «Du bist» занял 44-е место в чарте «Austrian Singles Chart».

## Дискография

### Синглы
- Du bist (2004)